# Origami

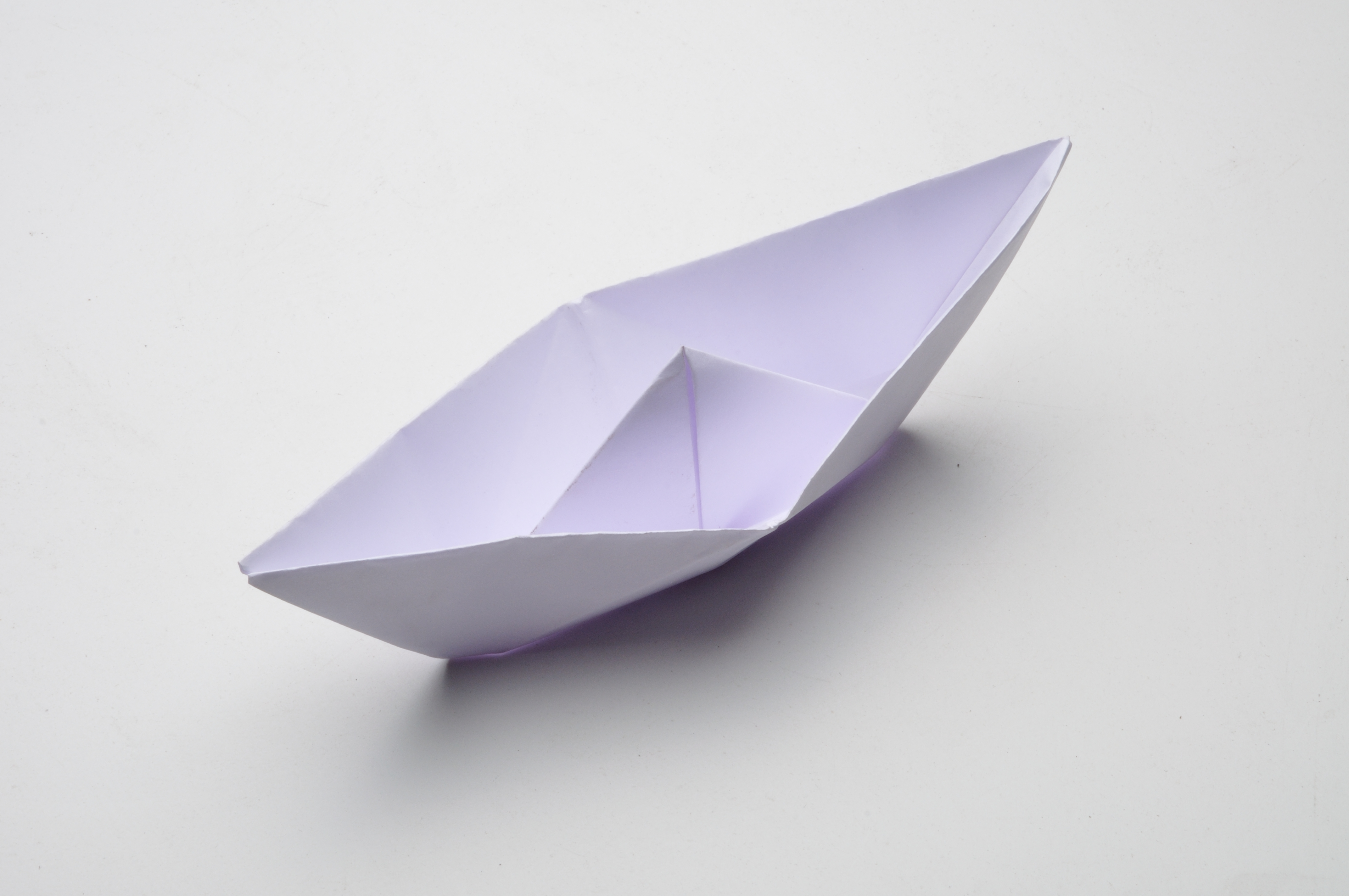
Vaixell de paper

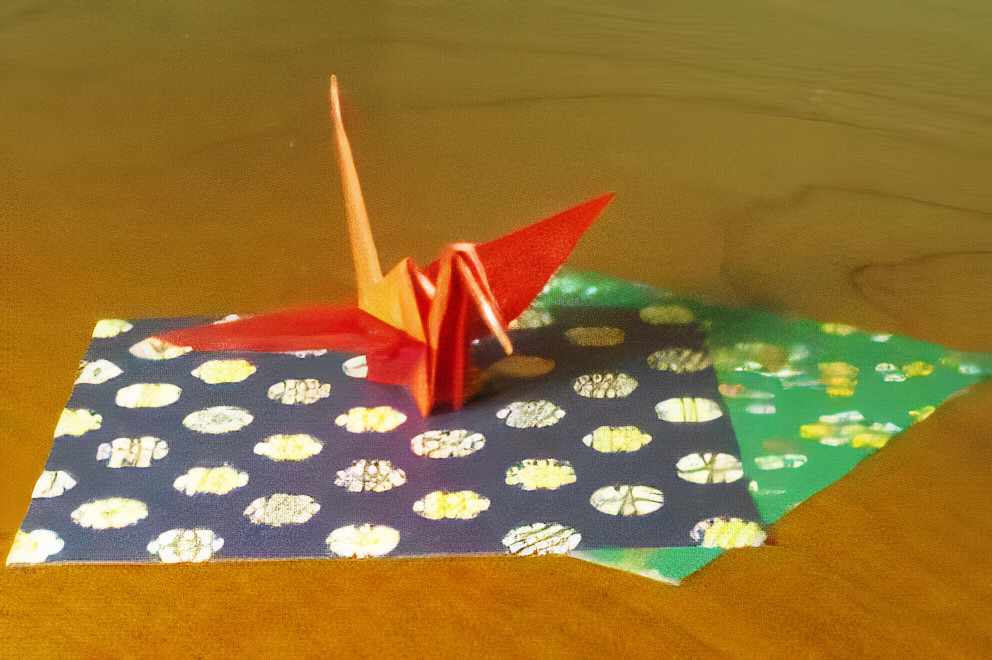
Grua, una figura que al Japó se suposa que representa bons desitjos o bona sort

L'origami o papiroflèxia és l'art japonès del plegament del paper. És originari del Japó (en japonès significa, literalment, "plegar" (oru) "paper" (kami). Pot definir-se com una art educativa en què es desenvolupa la creativitat, prenent-la com a passatemps o aplicant-la fins i tot en les matemàtiques.
Partint d'una base inicial (quadrats generalment, rectangles, triangles o altres formes, a voltes) s'obtenen figures que poden anar des de senzills models fins a ninots de gran complexitat. Els subjectes preferits per modelar són animals, altres elements de la natura (flors, arbres, etc.) i capses. Es poden fer figures diverses com vaixells, barrets, pingüins, ocellets, avions i gairebé qualsevol cosa que hom tingui traça de fer i imaginació de crear.
L'única norma és que tot s'ha de fer doblegant. No es permet ni trencar ni enganxar. Tot ha d'estar fet d'una sola peça, o es consideraran obres diferents. En català, la figura construïda mitjançant la papiroflèxia es coneix amb el nom de papirola.
Segons la filosofia oriental, l'origami aporta calma i paciència a qui el pràctica, característica comuna de bastants teràpies basades en l'exercici manual.
Hi ha origami de temàtica sexual.

## Tipus d'origami

### Origami d'acció
L'origami no només representa figures immòbils, també hi ha objectes mòbils on les figures poden moure's. L'origami d'acció inclou models que volen, que cal que s'inflin per completar-los o que pressionant o estirant d'alguna part s'aconsegueixi moure la figura, o un tros. La papiroflèxia d'acció és un tipus de papiroflèxia que es pot moure. El model d'acció tradicional és l'ocell que bat les ales. Els models que no es mouen ni volen però fan alguna acció especial, per exemple la bomba de paper, també es classifiquen com origami d'acció. Més rarament als models com l'avió de paper no té cap part que es mogui, però també és papiroflèxia d'acció, ja que vola. Uns quants models de papiroflèxia d'acció tradicional implicaven talls però els models moderns típicament es construeixen sense talls. La papiroflèxia d'acció són normalment joguines construïdes per jugar però algunes estan dissenyades per fer bonic.
Les joguines d'acció inclouen ocells o papallones amb ales que es mouen, becs que picotegen, i granotes que salten, també com a models tradicionals populars com l'endeví. La bomba de paper o els petards són models que fan un soroll quan llançats avall amb un cop sec. Alguns models de papiroflèxia d'acció estan dissenyats per acompanyar una història mentre es construeix.
Alguns models són tan complexos que poden ser classificats com joguines. Es construeixen per sorprendre. Per exemple el baixista, pianista, i Violinista de Robert J. Lang. És un conjunt de models d'acció on cada un toca un instrument quan s'estira un lloc de la figura.Jeremy Shafer ha fet un cert nombre de models d'acció extraordinaris incloent-hi un ganivet d'exèrcit suís amb eines que s'obren i una pell de serps que patina.

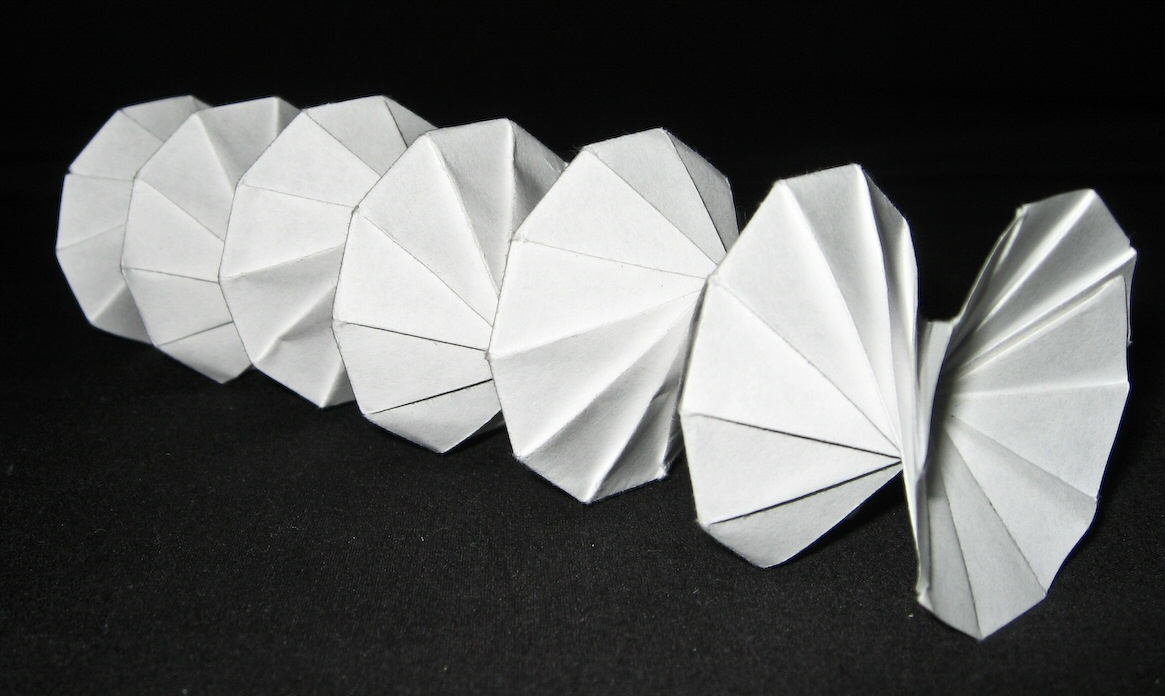
Molla de paper, dissenyat per Jeff Beynon.

Pel que fa als models matemàtics, els intermitents són models amb un patró regular que es poden fer petits i ràpidament poden expandir-se.

### Origami modular
L'origami modular consisteix a posar una quantitat de peces idèntiques juntes per formar un model complet. Les peces són sovint simples, però el conjunt final pot resultar complex. Molts dels models modulars d'origami són boles decoratives com el kusudama. Tanmateix, la tècnica difereix en el fet que el kusudama permet que les peces es posin juntes fent servir fils o cola.
La papiroflèxia xinesa inclou un estil anomenat origami 4D on una gran quantitat de peces s'ajunten per fer models elaborats. De vegades es fan servir bitllets per als mòduls. Aquest estil fou creat per alguns refugiats xinesos mentre foren detinguts a Amèrica i es coneix també amb el nom de golden venture en honor del vaixell en què van viatjar.

### Plegat humit

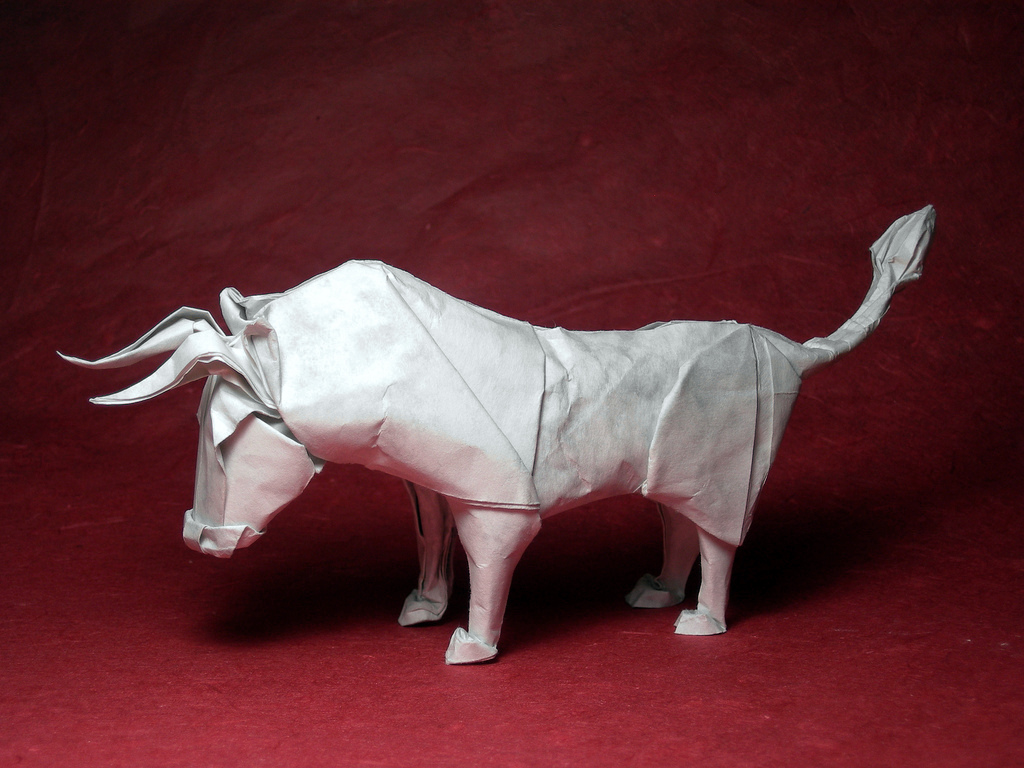
Exemple de plegat humit: Toro

El plegat humit és una tècnica d'origami per a produir models amb corbes suaus en lloc de plecs rectes geomètrics i superfícies planes. El paper s'humiteja a fi que es pugui modelar fàcilment i el model final manté la seva forma quan s'asseca. Es pot utilitzar, per exemple, per a produir models animals d'aspecte molt natural. La cola blanca, un adhesiu que és cruixent i dur quan està sec, però que es dissol en aigua quan està humit i es torna suau i flexible, sovint s'aplica al paper, ja sigui en l'etapa de pasta mentre el paper s'està formant, o a la superfície d'un full. Aquest últim mètode s'anomena dimensionament extern i, sovint, utilitza metilcel·lulosa, pasta o diversos midons vegetals.

### Origami “Pureland”
Aquest tipus d’origami té restriccions: només es poden fer plecs simples de muntanya/vall i tots els plecs han de tenir localitzacions senzilles. Va ser desenvolupat per John Smith als anys 70 per a ajudar a plegadors novells o amb habilitats motrius limitades. A alguns dissenyadors també els agrada el repte de crear amb aquestes limitacions tan estrictes.

### Origami tessel·lat
La tessel·lació és una branca de l’origami que s’ha popularitzat sobre tot a partir de l’any 2000 tot i que té una història extensa. Un tessel·lat és un conjunt de peces que omplen un pla sense buits ni superposicions. En les tessel·lacions d'origami, els plecs s'utilitzen per a connectar peces com ara plecs de gir de manera repetida. Als anys 60, Shuzo Fujimoto fou el primer a explorar les tessel·lacions de plecs giratoris de manera sistemàtica, creant desenes de patrons i establint-les com un grup reconegut en el món de l'origami. També en aquells anys, Ron Resch va patentar alguns patrons de tessel·lació com a part de les seves exploracions sobre l'escultura cinètica i les superfícies desenvolupables, encara que la seva obra no va ser coneguda per la comunitat d'origami fins als anys 80. Chris Palmer és un altre artista que ha explorat àmpliament les tesel·lacions després de veure els patrons de l'Alhambra i ha trobat maneres de crear delicades tessel·lacions amb seda. Robert Lang i Alex Bateman són dos dissenyadors que utilitzen programes informàtics per a crear tessel·lacions. La primera convenció internacional dedicada a l'origami tessel·lat es va celebrar a Brasília (Brasil) l'any 2006 i el primer llibre d'instruccions sobre patrons de tessel·lació el va publicar Eric Gjerde el 2008. Des de llavors, el camp ha crescut molt ràpidament. Entre els artistes dedicats al tessel·lat cal esmentar Polly Verity (Escòcia), Joel Cooper, Christine Edison, Ray Schamp i Goran Konjevod (EUA), Roberto Gretter (Itàlia), Christiane Bettens (Suïssa), Carlos Natan López (Mèxic) i Jorge C. Lucero (Brasil).